# Hourges
Hourges ist eine französische Gemeinde mit 84 Einwohnern (Stand: 1. Januar 2022) im Département Marne in der Region Grand Est (vor 2016 Champagne-Ardenne). Die Gemeinde gehört zum Arrondissement Reims und zum Kanton Fismes-Montagne de Reims. 

## Geographie
Hourges liegt etwa 28 Kilometer westnordwestlich des Stadtzentrums von Reims. Umgeben wird Hourges von den Nachbargemeinden Breuil-sur-Vesle im Norden, Vandeuil im Osten, Savigny-sur-Ardres im Südosten, Serzy-et-Prin im Süden, Crugny im Süden sowie Unchair im Westen.

## Bevölkerungsentwicklung
| Jahr                       | 1962 | 1968 | 1975 | 1982 | 1990 | 1999 | 2006 | 2018 |
| Einwohner                  | 106  | 99   | 91   | 79   | 81   | 69   | 90   | 81   |
| Quellen: Cassini und INSEE |      |      |      |      |      |      |      |      |

## Sehenswürdigkeiten
- Kirche Saint-Ruffin-et-Saint-Valère

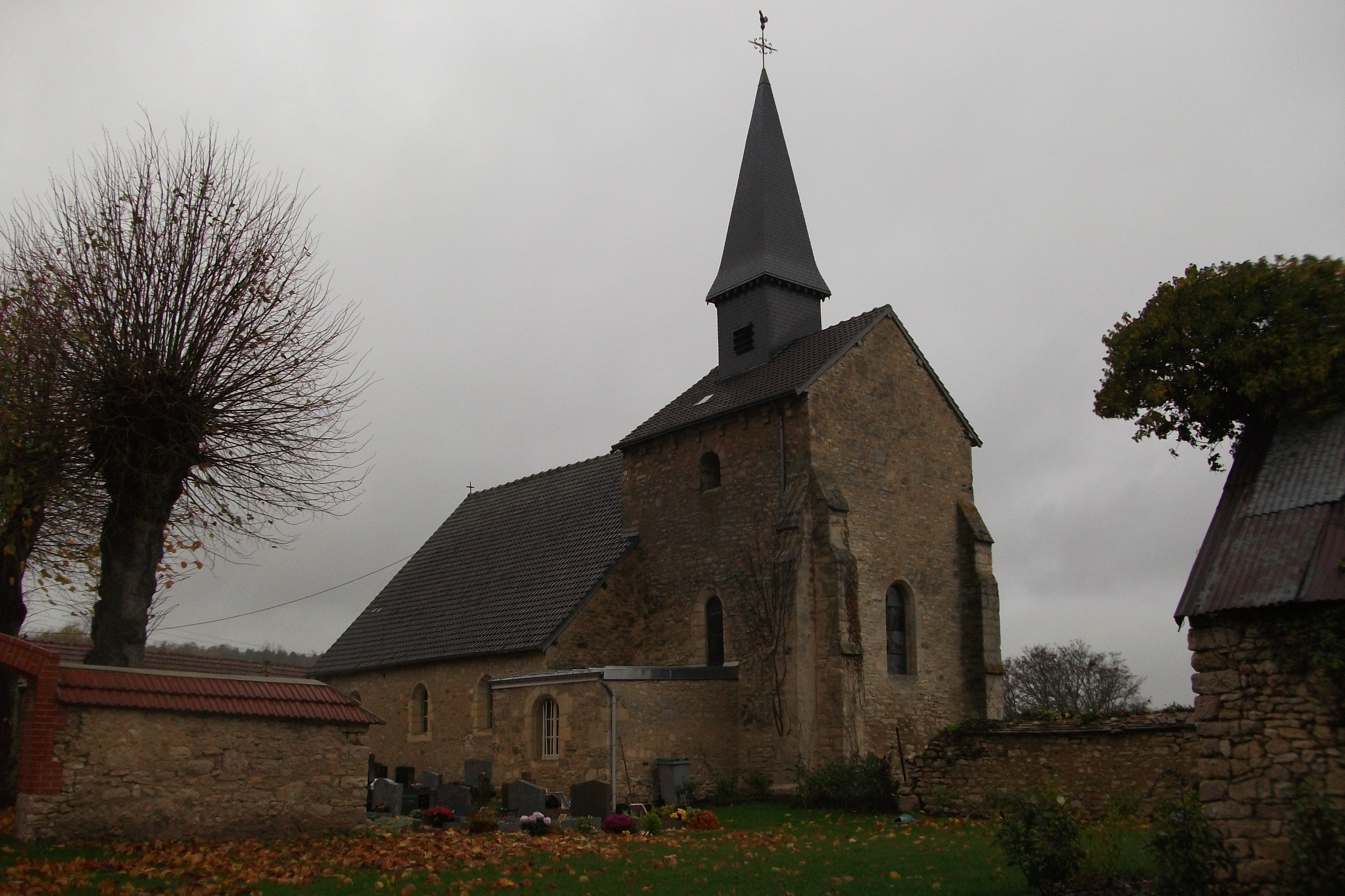
Kirche Saint-Ruffin-et-Saint-Valère